# Batalha de Tennōji (1615)
A Batalha de Tennōji (天王寺, Tennōji Okayama no tatakai) foi travada em 1615 entre as forças de Tokugawa Ieyasu e as forças de Toyotomi Hideyori. Tokugawa encontrava-se em Osaka quando Hideyori planeou um ataque ao seu castelo. Ambos os lados cometeram inúmeros erros até que o lado de Hideyori finalmente cedeu. Hideyori acabou por cometer seppuku. O exército de Toyotomi perdeu quase 50% dos seus homens nesta batalha, ou seja, mais de 15 mil vitimas. Este foi o último conflito de Sanada Yukimura.

## Batalha
A última posição do clã Toyotomi para domínio do shogunato Tokugawa, estava em Tennōji, nos arredores do castelo de Osaka. Toyotomi Hideyori, filho do lendário Toyotomi Hideyoshi, elaborou um plano para levantar o cerco do castelo. Akashi Morishige começou a atacar Tokugawa, em conjunto com Yukimura Sanada. Por outro lado, as forças de Tokugawa foram dirigidas pelo mesmo, Ieyasu, que apesar deste ter sido ferido por uma lança, assistiu à morte de Yukimura em batalha. Portanto, o ataque Morishige também falhou. Isso deixou Hideyori com apenas a possibilidade de defender o castelo. O canhão dos Tokugawa começou a fazer estragos na torre do castelo, e sem esperança, Hideyori cometeu seppuku.